# Таїса Сава
Таїса Са́вва (справжнє ім'я — Таїсія Олекса́ндрівна Саве́нко; 1907—1973) — артистка естради, солістка Ленінградського та Московського Мюзик-Холлів, майстер художнього свисту. Вона брала участь у запису декількох грамплатівок, а також виконала ряд невеликих ролей у кількох радянських  кінофільмах.

## Біографія
Таїсія Савенко виросла в музичній родині: її мати була піаністкою. Дитинство майбутньої артистки пройшло у Миколаєві, в неї були дві сестри та брат. Усі четверо вступили до Миколаївського музичного технікуму, де викладала їхня мати, двоє по класу роялю та двоє по класу скрипки. Таїсія успішно закінчила технікум та повинна була стати піаністкою, як і її мати. Однак у 1922 році мати померла від холери, і дівчині довелося взяти на себи обов'язки головної годувальниці сім'ї .